# Eskovina
Eskovina clava és una espècie d'aranya araneomorfa de la subfamília Erigoninae, dins de la família Linyphiidae. És l'únic membre del gènere monotípic Eskovina.
Fou descrit per primera vegada per A. O. Kocak i M. Kemal l'any 2006,
És sinònim del gènere Oinia ( Eskov, 1984 ).

## Distribució
Es pot trobar a Rússia, Corea i la Xina.